# مقتل شيرين أبو عاقلة
شيرين أبو عاقلة هي صحفيّة فلسطينيّة كانت تعملُ لدى قناة الجزيرة، وقد اغتيلت في صباح الحادي عشر من أيار/مايو 2022 على يدِ قوات الاحتلال الإسرائيلي أثناء تغطيتها لاقتحامهِ مخيم جنين. أُصيبت أبو عاقلة برصاصة مباشِرة في رأسها، ونُقِلَت إلى مستشفى ابن سينا التخصّصي حيث أُعلن عن وفاتها.

## الاغتيال

لقطة شاشة لمقطع نشرته شبكة الجزيرة، يظهر مكان استهداف شيرين أبو عاقلة بعد لحظات من إصابتها، وتبدو شيرين ممدة على الأرض على بطنها من غير حراك.

أعلنت قناة الجزيرة – المؤسسة التي كانت تعملُ فيها – في تمامِ الساعة السابعة وأربع دقائق من صباح يوم الأربعاء الموافق للحادي عشر من أيار/مايو 2022 عن إصابة مراسلتها شيرين أبو عاقلة برصاصِ جيش الاحتلال الإسرائيلي خلال تغطيتها لتوغله واقتحامه مخيم جنين، قبل أن تُعلن في خبرٍ موالي بعد دقائق خبر «استشهاد الزميلة شيرين أبو عاقلة برصاص الجيش الإسرائيلي». أكَّدت قناةُ الجزيرة أنَّ شيرين كانت ترتدي سترة الصحافة ومع ذلك فقد استُهدفت من قِبل جيش الاحتلال، قبل أن تنشر شبكة الجزيرة الإعلاميّة بيانًا ذكرت فيه: «في جريمة قتل مفجعة تخرق القوانين والأعراف الدولية أقدمت قوات الاحتلال الإسرائيلي على اغتيال شيرين»، وأدانت هذه الجريمة التي وصفتها بــ «البشعة».
نشرت قناة الجزيرة فيديو يُظهر لحظة ما بعد إصابة شيرين، حيثُ ظهرت ملقيّةً على الأرض وسطَ سماع أصوات إطلاق النيران من قِبل جنود قوات الاحتلال الإسرائيلي على مقربةٍ من زميلتها الصحفيّة شذا حنايشة، التي أكَّدت لاحقًا أنَّ جيش الاحتلال تعمَّد قتلَ طاقم الجزيرة حيثُ انتظر وصول الطاقم الإعلامي لمنطقة مفتوحة وبدأ إطلاق النيران بشكل كثيف رغم أنَّ المنطقة التي كان فيها الطاقمُ الصحفيّ لم تشهد إطلاق نار من فلسطينيين هناك. أكَّدت شذا أيضًا أن قوات الاحتلال منعت وصول سيارات الإسعاف لإنقاذ شيرين أبو عاقلة. أُصيب خلال عمليّة الاغتيال الصحفي بمكتب الجزيرة علي سمودي الذي رافقَ شيرين لحظة اغتيالها، حيثُ تلقَّى هو الآخرُ رصاصةً في ظهره من قِبل جنود قوات الاحتلال، والذي أكَّد على أن «شيرين قُتلت بدم بارد وقوات الاحتلال استمرت بإطلاق النار بعد إصابتها».
على جانبٍ مقابلٍ فقد أفادت صحيفة هآرتس الإسرائيليّة أنَّ مسلحين فلسطينيين أطلقوا النار على جنودٍ من الجيش الإسرائيلي ومنها رد الجنود بعد ذلك بإطلاق النار عليهم، مع ذلك فقد أفادَ العديدُ من شهود العيان أنَّ المنطقة كانت هادئة قبل وفاتها، كما رفضوا التصريحات الإسرائيلية بشأن مقتلها. أفادت قناة الجزيرة على لسانِ وليد العمري مدير مكتب القناة في فلسطين والأراضي المحتلة أنّه لم يكن هناك إطلاق نارٍ من قبل مسلّحين فلسطينيين، كما أكَّد العمري أن أبو عاقلة كانت ترتدي خوذة وأُصيبت في منطقة مكشوفة تحت أذنها مما يدلُّ على أنها «استُهدِفَت عمدًا». أظهرَ مقطع الفيديو للحظاتِ ما بعد إطلاق النار على أبو عاقلة أنها كانت ترتدي فعلًا سترة الصحافة الزرقاء مكتوبٌ عليها بوضوح كلمة «صحافة» (بالإنجليزية: Press).

## التشريح
أعلنَ مدير معهد الطب العدلي في جامعة النجاح الوطنية ريان العلي الانتهاء من المرحلة الأولى من تشريح جثمان أبو عاقلة، حيث أكَّد أنه لا يُوجد أيُّ دليلٍ على أنَّ إطلاق النار كان من مسافة تقلًّ عن متر، وأضافَ أنه تمَّ التحفظ على مقذوفٍ مشوه حتى تتمَّ دراسته مخبريًا، فيما أكَّد مدير معهد الطب العدلي في نابلس أنَّ الرصاصة التي أصابت شيرين أبو عاقلة كانت قاتلة وبشكلٍ مباشر في الرأس. اقتحمت شرطة الاحتلال بُعيد ساعات من اغتيالها الصحفيّة الفلسطينيّة منزلها في القدس ثمَّ قامت بفضِّ التجمّع في محيطه واعتدت بالضربِ على المتضامنين.

## الدفن
نُقلَ جثمان شيرين إلى دير اللاتين بجنين للصلاة عليها، ثم نُقلت من معهد الطب العدلي في مدينة نابلس أينَ جرى تشريحها إلى مدينة رام الله في تمام الساعة الثالثة والنصف (بالتوقيت المحلّي)، ووصلَ جموع المشيّعين وجثمان الصحفيّة إلى مكتب الجزيرة في مدينة رام الله بالضفة الغربيّة بعد نحو الساعة والنصف. أُعلن عن أن مراسم تشييعها ستتمُّ في اليومِ الموالي انطلاقًا من مقر الرئاسة الفلسطينية في مدينة البيرة.
أُقيم على الساعة العاشرة صباحًا من يوم الخميس الموافق للثاني عشر من أيار/مايو موكبٌ رسمي لوداع وتكريم شيرين أبو عاقلة في مقرّ الرئاسة الفلسطينية برام الله استعدادًا لنقلها للقدس، لكنّ سلطات الاحتلال الإسرائيلي عرقلت موكب الجنازة حينما كانت متجهةً نحو القدس. وصلَ الجثمان بعد نحوِ الساعتين وجرت مراسيمُ توديعها بشكلٍ رسميّ رغم حصار الشرطة الإسرائيلية لعددٍ من المشيعين أمام المستشفى الفرنسي في القدس.
منعَت قواتُ الاحتلال وضع صورٍ لشيرين أبو عاقلة في البلدة القديمة بالقدس، وأكَّد طوني أبو عاقلة – وهو شقيقُ شيرين – أنَّ قوات الاحتلال رفضت وجود أيّ علمٍ فلسطيني داخل منزل العائلة. أُقيمَت يوم الجمعة الموافق للثالث عشر من أيار/مايو وقفةٌ كبيرةٌ بالأعلام الفلسطينية أمام المستشفى الفرنسي في القدس حيث يُوجد جثمان شيرين وذلك قُبيل انطلاق جنازتها من أجل نقلها إلى مثواها الأخير، ثمّ قامَت شرطة الاحتلال مجددًا بمحاصَرة المستشفى كما أغلقت الطرق والمداخل المؤديّة له، ودفعت بتعزيزاتٍ إضافية في محيط المستشفى وخارجه.
أكَّدت مراسلة الجزيرة جيفارا البديري أنَّ شرطة الاحتلال في القدس اشترطَت إنزال الأعلام الفلسطينيّة وإخراج جثمان شيرين في سيارة الموتى، لكنَّ الفلسطينيون أصرّوا على إخراج الجثمان على الأكتاف وسيرًا على الأقدام. انطلقت مسيرة تشييع الصحفيّة في تمامِ الساعة الثانيّة زوالًا من المستشفى الفرنسي باتجاه كنيسة الروم الكاثوليك في القدس، وصُوّرت مقاطع فيديو من عينِ المكان أوضحت قواتُ الاحتلال وهي تُحاول منعَ إخراج الجثمان وتقمع مسيرة التشييع حيث اعتدت بالضربِ بالهراوات على عددٍ من المشيّعين بينهم حاملي نعش أبو عاقلة وكادت أن تُسقطه. أُعيدَ إدخال جثمان شيرين إلى المستشفى بعد الاعتداءات من قوات الاحتلال على الموكب. ودخلت الشرطة الإسرائيلية الحشود لإنزال الأعلام الفلسطينية.
أُخرجَ جثمان شيرين من المستشفى للمرة الثانيّة ونُقلَ هذه المرّة عبر سيارة نقل الأموات بعد قمع شرطة الاحتلال مسيرة التشييع، وقامت الأخيرة مجددًا باقتحامِ السيّارة التي تنقلُ الجثمان نازعةً العلم الفلسطيني منها، كما منعت الفلسطينيين من اللحاق بشيرين والمشاركة في تشييعها. وصلَ الجثمان وجموع المشيّعين لكنيسة الروم الكاثوليك في القدس في الثانية والنصف زوالًا وبدأت مراسم التأبين رغمَ اعتداء شرطة الاحتلال للمرة الرابعة على المشاركين في المراسم في محيط كنيسة الروم الكاثوليك. واصلت شرطةُ الاحتلال نصب حواجزها على الطريق المؤدي إلى المقبرة معيقةً وصول الفلسطينيين في الوقتِ الذي بدأَ نقلُ الجثمان من كنيسة الروم الكاثوليك باتجاهِ مقبرة جبل صهيون في القدس، وقرعَت الكنائس أجراسها تزامنًا مع التشييع، ثمّ وريت الثرى في نحوِ الخامسة مساءً في مقبرة جبل صهيون بمدينةِ القدس المحتلة حيث دُفنت إلى جانبِ والدَيها.

## التحقيق

### تحقيقات صحفيّة
هآرتس

قوات الاحتلال الإسرائيلي تهاجم جنازة شيرين أبو عاقلة وتضرب المشيعين وهم يحملون نعشها.

واصلَ الطب الجنائي الفلسطيني تحقيقاته وتجميعهِ الأدلة في اغتيال شيرين أبو عاقلة، فيما نقلت الصحيفةُ العبريّة هآرتس عن تحقيقٍ أولي للجيش الإسرائيلي أنَّ شيرين كانت على بُعد 150 مترًا لحظة استهدافها وأنَّ وحدة دوفدوفان – وهي وحدة خاصّة من وحدات النخبة في الجيش الإسرائيلي – أطلقت عشرات طلقات الرصاص، كما أكّدت ذاتُ الصحيفة أنَّ الرصاصة التي أصابت شيرين هي من عيار 5.56 ملم وأُطلقت من بندقية طراز إم 16، مضيفةً أنَّ بعض رصاصات جنود وحدة دوفدوفان الإسرائيليّة أُطلقت باتجاه الشمال حيث كانت توجد شيرين أبو عاقلة. نقلت هآرتس مجددًا عن السياسي الإسرائيلي ناشمان شاي قولهُ إنّ «مصداقية إسرائيل في واقعة قتل شيرين أبو عاقلة ليست كبيرة»، وأكّدت الجريدة العبريّة أنَّ «شيرين أصبحت بوفاتها رمزا لوحشيّة الاحتلال الإسرائيلي وانتهاك حرية الصحافة»، مستفيضةً أنّ «الجيش والشرطة الإسرائيليان لا يتمتعان بثقة الفلسطينيين والعالَم لجهة حماية الصحفيين الفلسطينيين» وأن «إسرائيل نفسها لم تقدم أي دليلٍ على أن جنودها لم يطلقوا النار على شيرين أبو عاقلة».
نقلت هآرتس مجددًا عن مسؤول إسرائيلي في الخامس عشر من أيار/مايو قولهُ إنَّ «جنديًا إسرائيليًا أَطلق النار على بُعد حوالي 190 مترًا من شيرين أبو عاقلة، وأنّه كان جالسًا في سيارة جيب مسلحًا ببندقية بعدسة تلسكوبية وقد يكونُ من أصابها»، كما أردفت الصحيفةُ العبريّة عن نفسِ المسؤول قولهُ إنَّ «الجندي المتهم باغتيال شيرين قال في استجوابه إنه لم يرها ولا يعرف أنه أطلقَ النار عليها».
وول ستريت جورنال
نشرت جريدةُ وول ستريت جورنال تحقيقًا مطوّلًا اعتمدت فيهِ على آراء مسؤول إسرائيلي لم تكشف هويّته ذكرَ أنه لا يُمكن استبعاد أن تكون الرصاصة التي قَتلت أبو عاقلة قد أُطلقَت من الجانب الإسرائيلي، كما أكَّد لها مجددًا نتائجَ التحقيق الأولي الذي نشرت صحيفهُ هآرتس بعضًا من معلوماته، وقالَ أنه سيكون صعبًا تحديد المسؤول عن مقتل الصحفيّة الفلسطينية دون الحصول على الرصاصة القاتِلة.
سي إن إن
نشرت قناةُ سي إن إن هي الأخرى تقريرها نقلًا عن شهود عيان أكّدوا لها أنَّ الجنود الإسرائيليون أطلقوا النار على الصحفيين ومنهم أبو عاقلة ولم يكن هناك مسلَّحون فلسطينيون في مكان القَتل. نقلت واشنطن بوست عن مسؤول إسرائيلي قولهُ إنَّ الجيش يُحقّق في 3 وقائع إطلاق نار من قِبل جنوده، أمَّا موقعُ والا العبري فقد أكَّد الجيش الإسرائيلي لا يستبعدُ في هذه المرحلة أنَّ قواته استهدفت بالخطأ شيرين أبو عاقلة. على جانبٍ مقابلٍ فقد اعترفَ قائد القيادة المركزية الإسرائيلية أنَّ جنود الجيش الإسرائيلي أطلقوا النار عشوائيًا في أماكن عدة لكنه نفى معرفتهُ سبب إصابة أبو عاقلة تحديدًا مع أنه لم يستبعد أيَّ سببٍ محتمل على حدّ تعبيره.
لقد نشرت شبكةُ سي إن إن الأمريكيّة تقريرًا مستقلًّا لها بناءً على الأدلة التي جمعتها وقالت إنّ هذه الأدلة أكَّدت عدم وجود مسلحين أو مواجهات مسلحة قُرب شيرين أبو عاقلة خلال اللحظات التي سبقت قتلها، كما أكَّد ذاتُ التحقيق على أنَّ شيرين قد استُهدفت من قِبل القوات الإسرائيلية، وخلصت إلى أنَّ تحليل آثار الرصاص في الشجرة التي احتمت بها يدلُّ على أنه تم استهدافها عمدًا لاغتيالها. أظهرَ تحقيقُ الشبكة الأمريكيّة أنَّ مُطلق النار كان يبعد ما بين 177 و197 مترًا على مكان سقوط شيرين أبو عاقلة.
نيويورك تايمز
انتقدت إدارة تحرير نيويورك تايمز مرور أكثر من 3 أسابيع على مقتل شيرين دونَ الشروع في تحقيقٍ خارجي ورسمي، حيثُ أكَّدت أنَّ العالم لا يعرفُ سوى القليل عن المسؤول عن مقتل الصحفية الفلسطينيّة، وأشارت إلى أن إسرائيل ترفضُ الدور الحاسم لصحفيين شجعان مثل شيرين في نقل العنفِ المتصاعد، ثمّ طالبت مجددًا بضرورةِ إجراء تحقيق مستقل بمشاركة أمريكية وإسرائيلية وفلسطينيّة لإثبات الحقائق في مقتل شيرين، وختمت إدارةُ الصحيفة الأمريكيّة مقالها المطوَّل بأنَّ حديث إسرائيل عن أن تحقيقات سي إن إن ومؤسَّسات أخرى استندت على حقائق مزيفة يزيدُ من أهميّة المحاسبة الكاملة، مؤكّدةً أنّ الأفضلَ للسلطة الفلسطينية وإسرائيل والولايات المتحدة الاتفاق على مُحققٍّ مستقلٍّ لتحديدِ من قتل شيرين.
عادت نيويورك تايمز لتنشرَ في 20 حزيران/يونيو 2022 نتائج تحقيقٍ مطوّلٍ أجرتهُ بشأن ظروف قتل أبو عاقلة، حيثُ خلصَ تحقيقها إلى أنّ الرصاصة التي قتلت شيرين أُطلقت من الموقع الذي كانت توجد فيه القافلة العسكرية الإسرائيليّة، كما أكَّد التحقيقُ أنّ الرصاصة أطلقها على الأرجح جندي من قوات النخبة. أكّدت نيويورك تايمز في تحقيقها أيضًا أنّ الأدلة التي جمعتها تُؤكّد عدم وجود أي مسلحين فلسطينيين بالقربِ من المكان الذي قُتلت فيه شيرين أبو عاقلة، وأنّ هذه الأدلة المُجمَّعة نفسها تُثبت أنّ الجيش الإسرائيلي أطلقَ 16 رصاصة من موقعِ قواته على الموقعِ الذي تواجدت فيه شيرين وعددٌ من الصحفيين الآخرين وهو ما يتعارضُ مع الرواية الإسرائيليّة.

### التحقيق الإسرائيلي
رفض التحقيق الجنائي
أعلنت هآرتس في التاسع عشر من أيار/مايو نقلًا عن مصادر رسميّة في الجيش الإسرائيلي رفضَ الأخير فتح تحقيقٍ جنائي في ظروف مقتل شيرين أبو عاقلة، كما أكّد ذاتُ المصدر أنَّ «لا شُبهات جنائيّة في مقتل شيرين ولا نريد أن يفضي التحقيق لخلافاتٍ داخل الجيش والمجتمع». أكَّدَ جيشُ الاحتلال في ردٍ رسمي ما نقلتهُ صحيفةُ هآرتس العبريّة حيث نشرَ بيانًا ذكرَ فيهِ أنّه «لا مجال في الوقت الراهن لفتح تحقيق جنائي في ظروف مقتل شيرين أبو عاقلة».
أعلنَ النائب العام الفلسطيني في الثاني من تمّوز/يوليو رفضَ النيابة العامّة الفلسطينيّة تسليم الرصاصة التي قتلت شيرين أبو عاقلة للجانب الإسرائيلي على الإطلاق، لكنّها وافقَت على قيام الجانب الأمريكي بالفحص الجنائي على الرصاصة. أعلنَ الجيشُ الإسرائيلي بعدها بنحو 24 عن عزمهِ بحضور أمريكي فحص تلكَ الرصاصة مُضيفًا في بيانه: «إن تبيَّن أننا قتلنا شيرين فسنتحمَّلُ المسؤولية وسنأسف لذلك».
ذكرَ رئيس الوزراء الإسرائيلي يائير لابيد في مؤتمرٍ صحفيّ عقدهُ أنّه «لم تكن هناك نية لقتل الصحافية شيرين أبو عاقلة» مؤكّدًا في الوقتِ ذاته على أنَّ «إسرائيل تُعرب عن أسفها لموتها». في المُقابل طالبت عائلة شيرين الأمم المتحدة و‌المحكمة الجنائية الدولية باتخاذ إجراءاتٍ فوريّة لتحقيقِ العدالة. أكَّدَ النائب العام الفلسطيني لاحقًا تسيلم المقذوف للمنسق الأمني الأمريكي فعلًا لمدة 24 ساعة لفحصه وجرى إرجاعهُ كما هو، لكنّه نفى أن يكون للتحليل الجنائي الأمريكي أيُّ تأثيرٍ على ملف القضية وعلى التحقيقات الواسعة التي تقودها النيابة الفلسطينيّة، مؤكّدًا أنّ هناك «انحيازٌ واضحٌ» في التقرير الأمريكي للجانب الإسرائيلي وهناك حقائق عُرضت منقوصة.
التحقيق الإسرائيلي الرسمي
أعلنَ الجيش الإسرائيلي في الخامس من أيلول/سبتمبر 2022 – بعد نحو 4 أشهر على اغتيالِ شيرين – أنّ «النيابة العسكرية لم تجد أي مخالفة تستدعي فتح تحقيق جنائي في قتل أبو عاقلة»، وأنّه لن يُحقِّقَ معَ الجندي الذي يُحتمل أنه أطلق النار على شيرين «بالخطأ» وقتلها. ردَّت شبكة الجزيرة على نتائجِ التحقيق الإسرائيلي ببيانٍ ذكرت فيهِ أنّ «الاعتراف الإسرائيلي الضمني المتردد يُراد به التنصّل من المسؤولية الجنائية عن قتل شيرين أبو عاقلة»، كما نشرت عائلةُ شيرين بيانًا ردّت فيهِ على بيان الجيش الإسرائيلي والذي قالت إنّه «محاولةٌ لطمس الحقيقة والتهرّب من المسؤوليّة»، مؤكّدةً على أنّ «إسرائيل رفضت تحمّل مسؤوليتها وهذا يُؤكّد أن مجرمي الحرب لا يمكنهم التحقيق في جرائمهم»، ومُضيفةً أنها ستستمرُّ في الضغطِ للمطالبة بتحقيق أمريكي شامل ومستقلّ.

### التحقيق الفلسطيني
تحقيق النيابة العامة الفلسطينيّة الأولي
أكّدت النيابة العامة الفلسطينيّة في تحقيقها الأولي أنَّ مصدر إطلاق النار الوحيد لحظة إصابة شيرين كان من قوات الاحتلال، وأنَّ السبب المباشر لوفاتها هو تهتك الدماغ جراء مقذوف ناري ذي سرعة عاليّة، كما أكَّدت «استمرار الإجراءات التحقيقيّة في الجريمة النكراء التي ارتكبتها قوات الاحتلال».
التحقيق الفلسطيني الرسمي
أعلنَ النائب العام الفلسطيني في السادس والعشرين من أيّار/مايو نتائج التحقيقات الرسميّة حيثُ أكَّد أنَّ قوات الاحتلال أطلقت النيران باتجاه الصحفيين وبينهم شيرين دون أي تحذيرٍ مسبقٍ، مُضيقًا أنّ أحد جنود الاحتلال أطلقَ الرصاص على شيرين أبو عاقلة وأصابها في الرأس أثناء محاولتها الهرب، كما أثبت التحقيق أنَّ الرصاصة التي قتلت الصحفيّة الفلسطينيّة تحتوي على جزءٍ حديدي خارقٍ للدروع تسبَّبَ في تهتّك دماغ شيرين ففارقت الحياة فورًا. أضافَ النائب العام الفلسطيني في معرضِ النتائج التي خلص لها التحقيق الفلسطيني الرسمي أنَّ الرصاصة كانت تحملُ سمات وخصائص تدلُّ على إطلاقها من سلاح قناص، وأنَّ مصدر إطلاق النار كان جنوبي موقع وجود شيرين أبو عاقلة أي مكان تمركز قوات الاحتلال الإسرائيلي. خلصَ التحقيق إلى أن استهداف شيرين أبو عاقلة والصحفيين قُربها كان بشكلٍ متعمّد، وأنَّ قوات الاحتلال استمرت بإطلاق النار باتجاه كل من حاول مساعدة أبو عاقلة، وعليه فمُجمل الوقائع بحسبِ النائب العام تُوفّر أركان جريمة القتل العَمْد لشيرين والشروع بالقتل لعلي السمودي.
أكَّد النائب العام الفلسطيني قرار النيابة عدم عرض صورة الرصاصة التي قَتلت شيرين لحرمانِ الاحتلال من التلاعب وتغيير روايته بحسبِ البيان، مُضيفًا أنّ التحقيق في اغتيال صحفيّة الجزيرة كان فلسطينيًا خالصًا دون أيِّ مشاركة خارجية، باستثناء الجانبِ الأمريكي الذي كان يطّلع على جوانب من تحقيقات النيابة العامّة الفلسطينيّة لكنّه لم يتدخل في إجراءاتها، واستبعدَ النائبُ العام الفلسطيني الرواية الإسرائيليّة التي تحدثت عن إطلاق نار فلسطيني لأن الوقائع تدحضها بحسبه. قرَّرت شبكة الجزيرة مباشرةً بعد صدور نتائج التحقيق الرسمي إحالة ملفّ اغتيال شيرين إلى المدعي العام لمحكمة الجنايات الدولية، حيثُ شكَّلت الشبكة تحالفًا قانونيًا دوليًا ضمَّ فريقها القانوني وخبراء دوليين آخرين لإعداد ملفٍ كاملٍ لتقديمه للمدعي العام للمحكمة، وسيتضمَّن الملف القانوني لمحكمة الجنايات الدولية بحسبِ الجزيرة القصف الإسرائيلي الذي طالَ مكتب القناة في غزة ودُمّر بالكامل في أيّار/مايو من عام 2021.

### التحقيق الأممي
نشرت المفوضية الأممية لحقوق الإنسان هي الأخرى نتائج تحقيقها والذي أظهرَ أن شيرين أبو عاقلة قُتلت برصاصة أُطلقت من ناحيّة القوات الإسرائيلية، وحثَّت المفوضية الأمميّة إسرائيل على إجراء تحقيقٍ جنائي في مقتل شيرين رغمَ أنّ تل أبيب سبقَ ورفضت قطعًا ذلك. ردَّ الجيش الإسرائيلي على تقرير المفوضية الأممية بأنّه منحاز، وجدَّدَ طلبهُ للفلسطينيين بتسليم الرصاصة التي قتلت شيرين، كما أكّد على أنّ تحقيقهُ الأولي يجزمُ أن إطلاق النار على الصحفيّة الفلسطينية لم يكن متعمّدًا ولكنه لا يؤكد أنها قُتلت بيد أحد جنود الاحتلال، فيما ردَّت منظمة العفو الدوليّة بالدعوة لتحقيق دولي مستقل ونزيه في قتل أبو عاقلة بوصفهِ جريمة حرب.

## التغطية الإعلامية الغربية
|               | نيويورك تايمز | منصة إكس |
| ‎@nytimesworld |               |          |

             (بالإنجليزية: Correction: An earlier tweet misstated Al Jazeera’s comments about the death of Shireen Abu Akleh. The network said she was killed by Israeli forces in the West Bank city of Jenin; it did not say she was killed during clashes between Israeli forces and Palestinian gunmen.)
         

            تصحيح: أخطأنا في تغريدة سابقة بخصوص تصريحات شبكة الجزيرة حول وفاة شيرين أبو عاقلة. قالت الشبكة إنها قُتِلت برصاص القوات الإسرائيلية في مدينة جنين بالضفة الغربية، ولم تذكر انها قتلت خلال اشتباكات بين القوات الاسرائيلية ومسلحين فلسطينيين.
        

        11 مايو 2022

بعد إعلان شبكة الجزيرة خبر مقتل صحفيّتها شيرين أبو عاقلة على يدِ قوات الاحتلال الإسرائيلي، نشرت جريدةُ نيويورك تايمز الأمريكيّة مقالةً على موقعها الرسمي وتغريدة على حسابها الرسمي في موقع تويتر وكذلك منشورات في حساباتها على باقي مواقع التواصل الاجتماعي للمقالة التي حَملت عنوان «AI Jazeera said one of its journalists was killed in the West Bank city of Jenin during clashes
between Israeli forces and Palestinian gunmen» (بالعربيّة: قالت الجزيرة إنَّ أحد صحفييها قُتلَ في مدينة جنين بالضفة الغربية خلال اشتباكات بين القوات الإسرائيلية ومسلحين فلسطينيين) وهو ما لم تُصرّح به شبكة الجزيرة. أثارت المقالة الكثير من الجدل وسُرعان ما قامت الجريدة الأمريكيّة بتعديل بعضٍ من فقرات المقال وكذا العنوان كما حذفت التغريدة على تويتر وفي باقي حساباتها على منصّات التواصل ناشرةً اعتذارًا عن الخطأ الذي وقعت فيهِ حيثُ كتبت: «تصحيح: أخطأ[نا] في تغريدة سابقة بخصوص بيان الجزيرة حول موت شيرين أبو عاقلة. قالت الشبكة [شبكة الجزيرة] إنها قُتلت برصاص القوات الإسرائيليّة في مدينة جنين بالضفة الغربية، ولم تذكر أنها قُتلت خلال اشتباكاتٍ بين القوات الإسرائيلية ومسلّحين فلسطينيين».
نشرت فايننشال تايمز مقالًا مقتضبًا حول قضيّة شيرين وكان عنوانه «Veteran Al Jazeera journalist shot dead in West Bank» (بالعربيّة: صحافيّة الجزيرة المخضرمة تموت بإطلاق نار في الضفّة الغربية). وصفت شبكة بي بي سي البريطانيّة خلال مقالةٍ لها باللّغة الإنجليزيّة مشهد اعتداء قوات الاحتلال على المشيّعين في جنازة شيرين بـ «التدافع» (بالإنجليزية: Jostle)، كما وصفَت هجوم قوات الاحتلال على النعش وحامليه بأنّه «عنفٌ اندلعَ خلال التشييع» (بالإنجليزية: Violence breaks out at funeral of reporter Shireen Abu Aqla in East Jerusalem).
نشرت جريدةُ فوربس مقالًا كان جزءٌ من عنوانهِ «hit in the head by a bullet» (بالعربيّة: أُصيبت برصاصة في رأسها) حيث اكتفَت ببني العنوانِ للمجهول ولم تُشر للجهة التي تقفُ خلف الإصابة ولا للسبب. أثارَ المقالُ الكثير من الجدل في منصّات التواصل واضطرَّت معهُ الجريدة لحذف تغريداتها حول الموضوع بذاك الشكل وعدَّلت عنوان المقالة إلى «Al-Jazeera Journalist Shot And Killed While Covering Israeli Raid In West Bank» (بالعربيّة: أصيبت صحفية الجزيرة وقتلت في أثناء تغطيتها لغارة إسرائيليّة في الضفة الغربية). نشرت رويترز هي الأخرى مقالًا وصفَت فيهِ اعتداء قوات الاحتلال على حاملي نعش شيرين حتى كاد يسقط بـ «التصادم» (بالإنجليزية: Clashing)، وهو ما أثارَ الكثير من الانتقادات ما دفعَ وكالة الأنباء العالميّة لتعديل المقالة ونشر اعتذارٍ على حسابها الرسمي في موقع تويتر حيثُ ذكرت هذه المرّة أنَّ «الشرطة الإسرائيليّة اعتدت بالضربِ على مشيّعي جنازة الصحفيّة الفلسطينيّة المقتولة» مستندةً في ذلك لمقاطع فيديو من عينِ المكان.

## تداعيات
استمرَّت قواتُ الاحتلال في عمليّاتها الاقتحاميّة حيثُ اقتحَمت صباح يوم الجمعة أطراف مخيّم جنين المكان الذي اغتيلَت فيهِ شيرين فاندلعت اشتباكاتٌ مسلَّحة بين أبناء البلدة وجنود الاحتلال. أُصيبَ بحسبِ وسائل إعلام فلسطينيّة خلال هذا الاقتحام الأسير المحرَّر داود الزبيدي شقيق الأسير زكريا برصاصِ قناص إسرائيلي. عمدت قوات الاحتلال لإطلاقِ قذائف على منزل عائلة الدبعي في المخيّم لإجبارهم على تسليم أنفسهم، ما تسبَّبَ في إصابة 3 فلسطينيين. تصاعَدت حدّة الاشتباكات مع استمرار قوات الاحتلال في الاعتداء على أبناء البلدة، وخاصّة حينما استهدفت بالرصاص سيارة إسعاف تابعة لمستشفى ابن سينا. أعلنت وزارةُ الصحة الفلسطينية عن 13 إصابة وصلت إلى المستشفيات في جنين بينها إصابتان حرجتان، بينمَا أعلنت صحيفةُ يديعوت أحرونوت العبريّة إصابة مجنَّد من وحدة اليمام الإسرائيليّة بجروح خطيرة، وأكَّدت القناة 11 العبريّة خبر مقتل الضابط خلالَ المواجهات مع الفلسطينيين في جنين عندَ اقتحامِ قوات الاحتلال للمدينة. أعلنت وزارة الصحّة الفلسطينية لاحقًا خبرَ مقتل داوود الزبيدي من مخيّم جنين متأثرًا بالجروحِ التي أُصيب بها قبل يومين برصاص الاحتلال، ووَجَّهت عائلة داوود للاحتلال تُهمٌ بتعمّد تصفيّتهِ خاصّةً أنّه شقيق زكريا القيادي في حركة فتح وأحد الأسرى الذين شاركوا في العمليّة التي عُرفت باسمِ نفق الحريّة. اندلعت صبيحة يوم الأربعاء الموافق للثامن عشر من أيار/مايو مواجهاتٌ مسلّحةٌ بين فلسطينيين وقوات الاحتلال الإسرائيلي في مخيم جنين حينما أقدَمت دوريات عسكريّة إسرائيلية على اقتحامِ المخيّم وحاصرت واقتحَمت عددا من المنازل، كما اعتقَلت 17 فلسطينيًا بحسبِ نادي الأسير الفلسطيني في مناطق مختلفة بالضفة الغربية.

## ردود الفعل

### شبكة الجزيرة الإعلامية
جاء في بيانٍ لشبكة الجزيرة الإعلامية:
في جريمة قتل مفجعة تخرق القوانين والأعراف الدولية أقدمت قوات الاحتلال الإسرائيلي وبدم بارد على اغتيال مراسلتنا شيرين أبو عاقلة.
ودانت الشبكة «هذه الجريمة البشعة التي يراد من خلالها منع الإعلام من أداء رسالته»، وأضافت:
نُحمّل الحكومة الإسرائيلية وقوات الاحتلال مسؤولية مقتل الزميلة الراحلة شيرين.
 وطالبت الشبكة المجتمع الدولي «بإدانة ومحاسبة قوات الاحتلال الإسرائيلي لتعمدها استهداف وقتل الزميلة شيرين أبو عاقلة». وذكرت أن شهودًا أوضحوا أن «جيش الاحتلال أطلق الرصاص الحي تجاه المتظاهرين والطواقم الصحفية. وأطلق جنود الاحتلال الرصاص على الزميلة شيرين رغم أنها كانت ترتدي سترة الصحافة التي تميزهم عن غيرهم أثناء التغطيات».

### محليًا
فلسطين
أدانت الرئاسة الفلسطينيّة ما سمّتها «جريمة إعدام قوات الاحتلال للصحفيّة شيرين أبو عاقلة» وحمَّلت الحكومة الإسرائيلية المسؤوليّة عن هذه الجريمة، فيما أعلنت حركة حماس أنَّ «ما جرى هو اغتيالٌ متعمدٌ وجريمة مركبة ويجب أن يُحاسَب عليها الاحتلال في المحافل الدولية». نعت حركة الجهاد الإسلامي في فلسطين «الصحفيّة الفلسطينية المتميّزة شيرين أو عاقلة بعد تعرضها لرصاص الاحتلال المباشر أثناء اقتحامه لمخيم جنين»، كما أدانت الجبهة الشعبية لتحرير فلسطين «اغتيال الشهيدة شيرين أبو عاقلة الذي يهدف لقتل الحقيقة التي تنقلها وسائل الإعلام عن جرائم الاحتلال وعنصريته»، في حين قالت الجبهة الديمقراطية لتحرير فلسطين إنَّ «جريمة اغتيال الإعلامية شيرين أبو عاقلة تؤكد مدى استهتار إسرائيل بالرأي العام العالمي وبالقيم والأعراف الدوليّة». في بيانٍ له ذكرَ رئيس الوزراء الفلسطيني أنَّ عملية اغتيال شيرين هو «يومٌ أسودٌ على الصحافة في العالم وعلى كل إنسان حر». وجَّهت الخارجية الفلسطينيّة تعميمًا إلى السفارات الفلسطينيّة بضرورة التحرك الفوري من أجل فضح جريمة إعدام الإعلاميّة شيرين أبو عاقلة، كما أكَّدت أنها «ستُتابع بالتنسيقِ مع نقابة الصحفيين والمنظمات الحقوقية هذه الجريمة البشعة تمهيدًا لرفعها للمحكمة الجنائية الدوليّة»، وأضافت لاحقًا بعدَ الدعوات الإسرائيليّة للتحقيق المشتَرك في إعدام الصحفية شيرين أبو عاقلة أنّ هذه الدعوات هي محاولةٌ مفضوحةٌ لطمسِ الجريمة، وطالبت المجتمع الدولي والمحاكم المختصَّة بمساءلة ومحاكمة مجرمي الحرب الإسرائيليين كما وصفتهم في بيانها.
إسرائيل
قالَ رئيس الوزراء الإسرائيلي نفتالي بينيت «أنَّ هناك احتمال كبير بأن الصحافية الفلسطينية، التي قُتلت بعد تعرضها لإطلاق النار خلال عملية عسكرية إسرائيلية في الضفة الغربية قد تكون قُتلت بنيران فلسطينيّة»، ثمّ سُرعانَ ما تراجعت الحكومة الإسرائيليّة عن موقفها الأول حينما ذكرَ رئيس الأركان الإسرائيلي في بيانٍ رسميّ أنّه «لا يُمكن تحديد جهة النيران التي استهدفت شيرين أبو عاقلة ونأسف لمقتلها وتم تعيين فريق خاص للتحقيق» وذلك بعدما كان قد نفى في البدايةِ هو ومسؤولون إسرائيليون آخرون بينهم رئيس الوزراء وقوف الجيش الإسرائيلي خلفَ العمليّة. ذكرَ المتحدث باسم الخارجية الإسرائيليّة أنّه «لا تُوجد معلومات كافية حول الجهة التي أطلقت منها النيران على شيرين». نشرَ عضو الكنيست المتطرّف إيتمار بن غفير تغريدةً على حسابهِ الرسمي في موقع التدوين المصغَّر تويتر ذكرَ فيها: «عندما يُطلق الإرهابيون النار على جنودنا عليهم أن يردوا بإطلاق النار بكامل قوتهم حتى لو كان هناك صحفيون من قناة الجزيرة». قامَ وزير الدفاع الإسرائيلي بيني غانتس بعقدِ ندوة صحفيّة جديدة ذكر فيها أسفهُ لمقتل صحفيّة الجزيرة وطلبَ من الفلسطينيين تسليمهُ الرصاصة التي تسبَّبت في مقتلها كما وعدَ بفتح تحقيقٍ شامل، مصرًا من جديدٍ على أنَّ المؤشرات الأولية لا تُشير إلى أن جنود الجيش الإسرائيلي أطلقوا النار.

### دوليًا
الدول
- قطر: أدانت الخارجيّة القطرية «بأشد العبارات اغتيال قوات الاحتلال الإعلامية شيرين أبو عاقلة».[126]
- هولندا: نشرَ وزير الخارجية الهولندي بيانًا قالَ فيهِ إنّه «مصدومٌ من الوفاة المأساويّة لصحفية الجزيرة شيرين أبو عاقلة».[127]
- الولايات المتحدة: نشرت السفارة الأمريكية في إسرائيل بيانًا قالت فيه: «نشعرُ بحزن عميق لفقدان الصحفية الأمريكية الفلسطينية شيرين أبو عاقلة ونقدم تعازينا لعائلتها وزملائها وأصدقائها في شبكة الجزيرة والمجتمع الفلسطيني» مضيفةً أنَّ «الولايات المتحدة تدعمُ الحريّات الصحفية وحماية الصحفيين خلال تأديتهم واجباتهم».[128]
  - وقفَ مجلس النواب الأمريكي دقيقة صمت حدادًا على روح شيرين أبو عاقلة.[129]
- الأردن: أدانَ وزير الخارجية الأردني بأشدّ العبارات قتل الصحفية الفلسطينية شيرين أبو عاقلة في جنين المحتلَّة، وأكَّد على أن «قتل الصحفية جريمة بشعة واعتداء صارخ على حرية الصحافة ويجب محاسبة مرتكبيها».[130]
- ليبيا: أدانَ رئيس المجلس الأعلى للدولة في ليبيا بأشدّ العبارات «اغتيال قوات الاحتلال الصهيوني الصحفية الفلسطينية شيرين أبو عاقلة».[131]
- عُمان: ذكر وزير الخارجية العماني أنَّ «قتل الصحفية شيرين أبو عاقلة عمل مستنكر ومرفوض ونعبر عن مواساتنا وتعازينا لأسرتها».[132]
- باكستان: أدانَ رئيس الوزراء الباكستاني بشدة اغتيال الصحفية بشبكة الجزيرة شيرين على يدِ القوات الإسرائيلية.[133]
- الكويت: أدانت وزراة الخارجية الكويتية واستنكرت بشدّة اغتيال قوات الاحتلال الإسرائيلي الإعلامية الفلسطينية شيرين أبو عاقلة، وطالبت المجتمع الدولي فتح تحقيق لمساءلة مرتكبي هذه الجريمة البشعة وملاحقتهم أمام جهات العدالة الدوليّة.[134]
  - أكَّد رئيس مجلس الأمة الكويتي أنَّ «قتل الصحفية البطلة شيرين أبو عاقلة برصاص الاحتلال شاهدٌ جديدٌ على زيف ادعاءاته وعلى ضعف وذلة الكيان الصهيوني».[135]
- إيران: ذكر المتحدث باسمِ الحكومة الإيرانية أنَّ «استشهاد شيرين أبو عاقلة جريمة ارتكبها الكيان الصهيوني وهي خرقٌ للقانون الدولي واعتداءٌ على حريّة الإعلام».[136]
- بلجيكا: أدانت الخارجيّة البلجيكية قتل صحفية الجزيرة شيرين أبو عاقلة وقدَّمت عزائها لمحبيها كما دعت لتحقيقٍ سريعٍ وحازم، مضيفةً أنَّ حرية الصحافة وأمن الصحفيين يجبُ حمايتهما دومًا وفي كلّ مكان.[137]
- جيبوتي: أدانَ وزير خارجية جيبوتي اغتيال قوات الاحتلال الإسرائيلي الصحفية الفلسطينية شيرين أبو عاقلة التي كانت من أبرز المتصدين لسياسة الاستيطان الإسرائيليّة كما وصفها.[113]
- مصر: أدانت وزارة الخارجيّة المصرية بأشد العبارات ما وصفتها «جريمة الاغتيال النكراء للصحفية الفلسطينية في قناة الجزيرة شيرين».[138]
- أفغانستان: أدانت وزارة الخارجية الأفغانيّة بشدة قتل الاحتلال الإسرائيلي المتعمَّد لمراسلة الجزيرة شيرين أبو عاقلة في فلسطين كما وصفتها.[139]
- ألمانيا: نشرت الخارجية الألمانيّة بيانًا قالت فيهِ إنَّ التقارير الواردة حول مقتل الصحفية شيرين أبو عاقلة صادمةٌ للغاية للحكومة الألمانية.[140]
- فرنسا: نشرت الخارجية الفرنسية بيانًا قالت فيهِ إنَّ «مقتل شيرين أبو عاقلة صادمٌ للغاية وندينه ونُطالب بتحقيقٍ شفاف بملابسات عملية القتل».[141]
- لبنان: نشرَ رئيس الحكومة اللبنانية بيانًا وردَ فيه: «نحيي روح الزميلة شيرين أبو عاقلة واستشهادها وسام فخر على جبين الشعب الفلسطيني الذي يُواجه الاحتلال بشجاعة وعزم».[142]
- سويسرا: أكّدت الخارجية السويسرية الحاجة لضمان حماية الصحفيين وسلامتهم كما لإجراء تحقيقٍ شامل في مقتل أبو عاقلة.[143]
- إسبانيا: أدانت الخارجية الإسبانية بشدة مقتل الصحفية شيرين أبوعاقلة وطالبت بالتحقيق وباحترام حرية الصحافة وعمل الصحفيين.[144]
- كندا: طالبت وزيرة الخارجية الكندية بتحقيقٍ مفصلٍ في مقتل شيرين أبو عاقلة وشدَّدت على ضمانِ حقوق وسلامة الصحفيين حول العالم.[145]
- إيطاليا: ذكرت الخارجية الإيطاليّة أنها تشعرُ باستياء عميق لمقتل شيرين أبو عاقلة مُضيفةً أنَّ حماية حريّة الصحافة أساسي ومن الضروري تحديد المسؤول ووضع حد للعنف.[146]
- أيرلندا: أدان عضو البرلمان الأيرلندي وناشط السلام ريتشارد بويد باريت مقتل الصحافيّة شيرين أبو عاقلة. كما طالب بتحقيق بالحادثة، منتقدًا ازدواجيّة المعايير التي تتعامل بها حكومات العالم الغربي مع الغزو الروسي لأوكرانيا والاحتلال الإسرائيلي للأراضي الفلسطينيّة.[147]
- الأرجنتين: أدانت الخارجيّة الأرجنتينية هي الأخرى اغتيال الصحفية شيرين أبو عاقلة خلال ممارسة عملها الصحفي، كما أدانت اعتداءات الشرطة الإسرائيلية على جنازتها داعيةً لتحقيقٍ مستقلٍّ لتوضيح ما حدث.[148]

المنظمات الدوليّة الإنسانية
ودَّعت المتحدثة باسم اليونيسيف في الشرق الأوسط شيرين بالقول: «وداعًا يا صوت فلسطين وشكرًا جزيلًا على الشجاعة والموضوعية والمهنية الصحفيّة»، فيما ذكرَ الاتحاد الدولي للصحفيين في بيانٍ رسميّ له أنَّ «شهادات الصحفيين الذين كانوا برفقة شيرين أبو عاقلة تؤكد أن استهدافها كان متعمدًا ومنهجيًا» وأضافَ أنه «تم استهداف الصحفيين الذين يرتدون سترات صحفية محددة بشكل دقيق من قِبل قناصة إسرائيليين». أدانت نقابة الصحفيين العراقيين هي الأخرى جريمة اغتيال الصحفية شيرين أبو عاقلة وطالبت بإجراء تحقيقٍ دولي عاجلٍ للكشفِ عن الجناة.
نشرَ الاتحاد الوطني للصحفيين في بريطانيا بيانًا قال فيه إنّهم مصدومون من قَتْلِ الصحفيّة شيرين من قِبل القوات الإسرائيلية خلال تغطية مداهمات جنين، ومثله فعلَ الاتحاد العام للصحفيين العرب الذي أدانَ «بكلّ قوة جريمة العدو الصهيوني البشعة التي نتج عنها استشهاد الصحفية الفلسطينية شيرين أبو عاقلة»، و«حمَّل الاحتلال الإسرائيلي المسؤولية الكاملة عن هذه الجريمة البشعة بحق حرية الصحافة» كما طالبَ «بتحقيقٍ دولي يحضره وفدٌ منه للكشف عن ملابسات هذه الجريمة المروعة».
ذكرت النقابة التونسية للصحفيين في بيانٍ لها: «فُجعنا بتصفية الصحفية الفلسطينية شيرين أبو عاقلة أثناء تغطيتها للاجتياح الصهيوني لمخيم جنين. هذه الجريمة النكراء حلقة إضافية في سلسلة استهداف الإرهاب الصهيوني للصحفيين الشجعان بفلسطين»، فيما أكَّد اتحاد الصحفيين الألمان على «ضرورةِ محاسبة قَتَلة شيرين أبو عاقلة في أسرع وقت ممكن وتوضيح ملابسات مقتلها». نشرت اللجنة الدولية للصليب الأحمر بيانًا ذكرت فيهِ التالي: «صدمنا خبرُ مقتل الصحفية شيرين أبو عاقلة ونعرب عن أعمق تعازينا لأسرتها وأصدقائها وزملائها ... لا بدَّ من توضيح التفاصيل الدقيقة لمقتلها»، كما أكَّد المدير العام لمنطمة مراسلون بلا حدود أنَّ قتل شيرين أبو عاقلة خرقٌ خطيرٌ لمعاهدات جنيف وللائحة مجلس الأمن الدولي حول حماية الصحفيين.
على جانبٍ آخرٍ فقد قدَّمت الفدرالية الدولية للصحفيين مشروعًا للمحكمة الجنائية الدولية حول الاستهداف الممنهج والمتكرر للصحفيين الفلسطينيين بغرضِ اعتبار استهداف الصحفيين الفلسطينيين جرائم حرب. أدانَ بيانٌ من الأزهر «اغتيال الكيان الصهيوني الإرهابي الصحفية شيرين أبو عاقلة ونُطالب بمحاكمة القَتلة»، كما أدانت نقابة الصحفيين اليمنيين جريمة الاغتيال برصاص جنود الكيان الصهيوني الغاصب كما ورد في بيانها، ومثله فعلت نقابة الصحفيين المصريين التي دعت لإجراء تحقيقٍ دولي في الجريمة، فضلًا عن النقابة الوطنية للصحافة المغربيّة التي أدانت هي الأخرى جريمة الاغتيال.
نشر المرصد الأورومتوسطي لحقوق الإنسان في اليوم الموالي لاغتيالِ شيرين تقريرًا وثق فيه استهدافَ الجيش الإسرائيلي للصحافيّة الفلسطينيّة أثناء عملها الميداني برصاصةٍ في الرأس رغم ارتدائها درعًا عليه شارة الصحافة، ووفقًا لتحقيقات الأورومتوسطي، فقد قُتلت أبو عاقلة برصاصةٍ إسرائيليّة متعمّدةٍ أصابتها أسفل أذنها في المنطقة غير المحميّة من الخوذة التي كانت ترتديها، وفي نهاية التقرير دعا الأورومتوسطي إلى فتح تحقيقٍ دولي مستقلٍ بالقضية مؤكّدًا على أنَّ الجيش الإسرائيلي استمرَّ بإطلاق النار على كل من حاول الاقتراب منها أو إسعافها لعدة دقائق.
نشرت المنظمة الحقوقيّة هيومن رايتس ووتش بيانًا مطوّلًا أكَّدت فيهِ على أنَّ «وعود إسرائيل بالتحقيق فارغة والمجموعات الحقوقية وثقت لمدة طويلة كيف أن تحقيقاتها أقرب إلى بروتوكولات تلميع الصورة». أجرى مركز بتسيلم الحقوقي الإسرائيلي تحقيقًا في مقتل الصحفية الفلسطينيّة أظهرَ بحسبِ المنظمة تناقضًا بين رواية الجيش الإسرائيلي وما حدث بالفعل. ذكرَ مجلس حقوق الإنسان التابع للأمم المتحدة أنّه «يشعرُ بالفزع لمقتل الصحفية شيرين أبو عاقلة أثناء تغطيتها لعملية عسكرية إسرائيلية في جنين»، وحثَّ على إجراءِ تحقيقٍ مستقلٍ وشفافٍ في مقتلها، كما أكَّد على أنَّ مسألة الإفلات من العقاب يجب أن تنتهي، فيما ذكرت الأمم المتحدة أنَّ «الاعتداءات على الصحفيين هي اعتداءٌ على حرية التعبير والدفاع عن الصحافة هو دفاع عن الديمقراطيّة». لفتت حركةُ مقاطعة إسرائيل بي دي إس الانتباه إلى أنَّ الفصل العنصري في إسرائيل مسؤولٌ عن اغتيال الصحفية الفلسطينية شيرين أبوعاقلة بحسبِ ما جاء في بيانها المطوَّل الذي نصحت فيهِ الولايات المتحدة وبريطانيا والاتحاد الأوروبي التوقف عن الندم على موتها والبدء بإدانة القتلة ومعاقبتهم.

## معرض صور

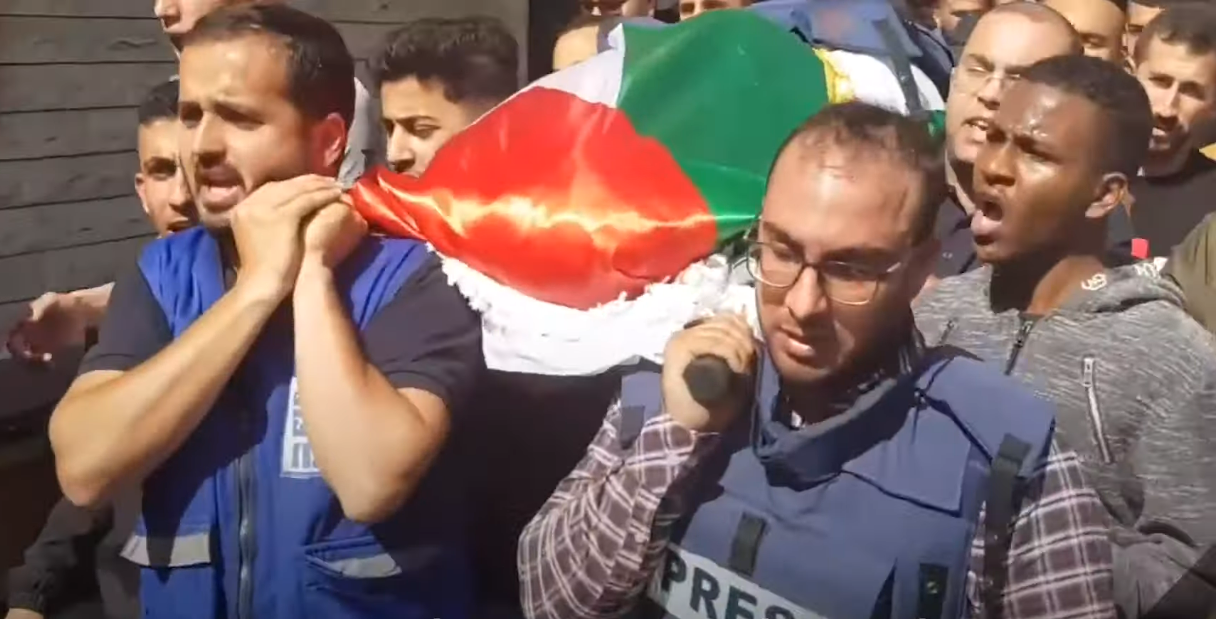
زملاء شيرين أبو عاقلة في تشييع جثمانها في جنين.
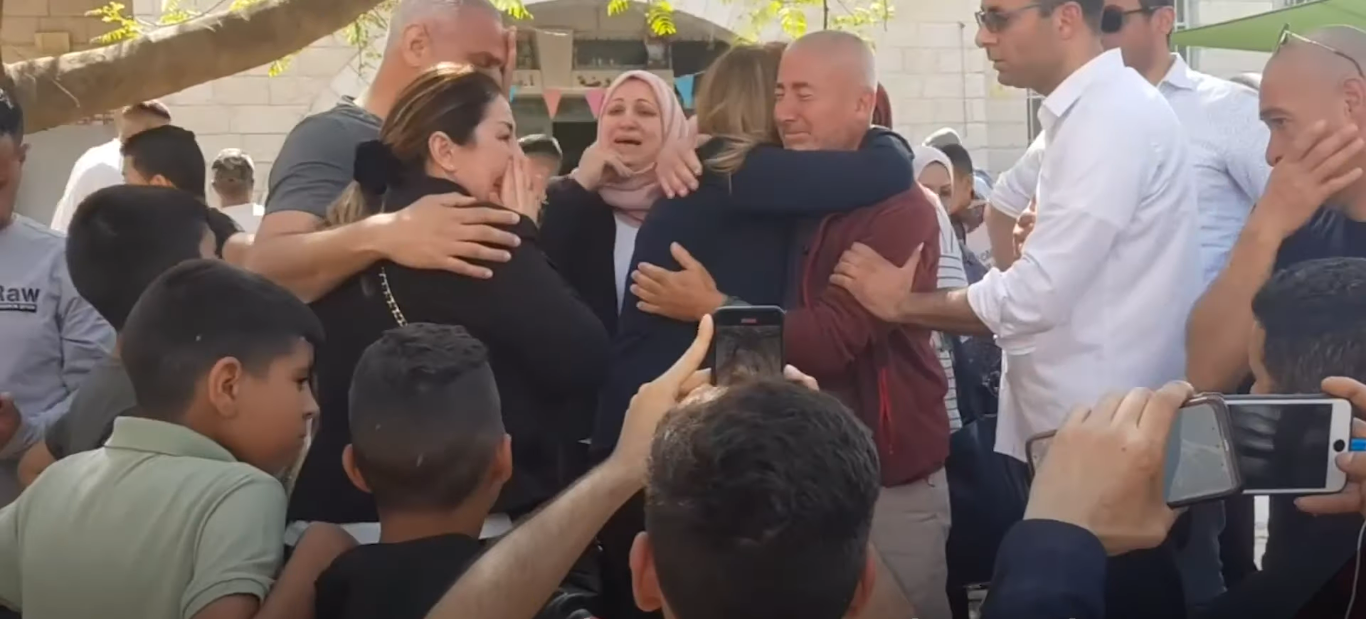
بكاء وحزن أقارب وزملاء شيرين أبو عاقلة عقب تشييع جثمانها.
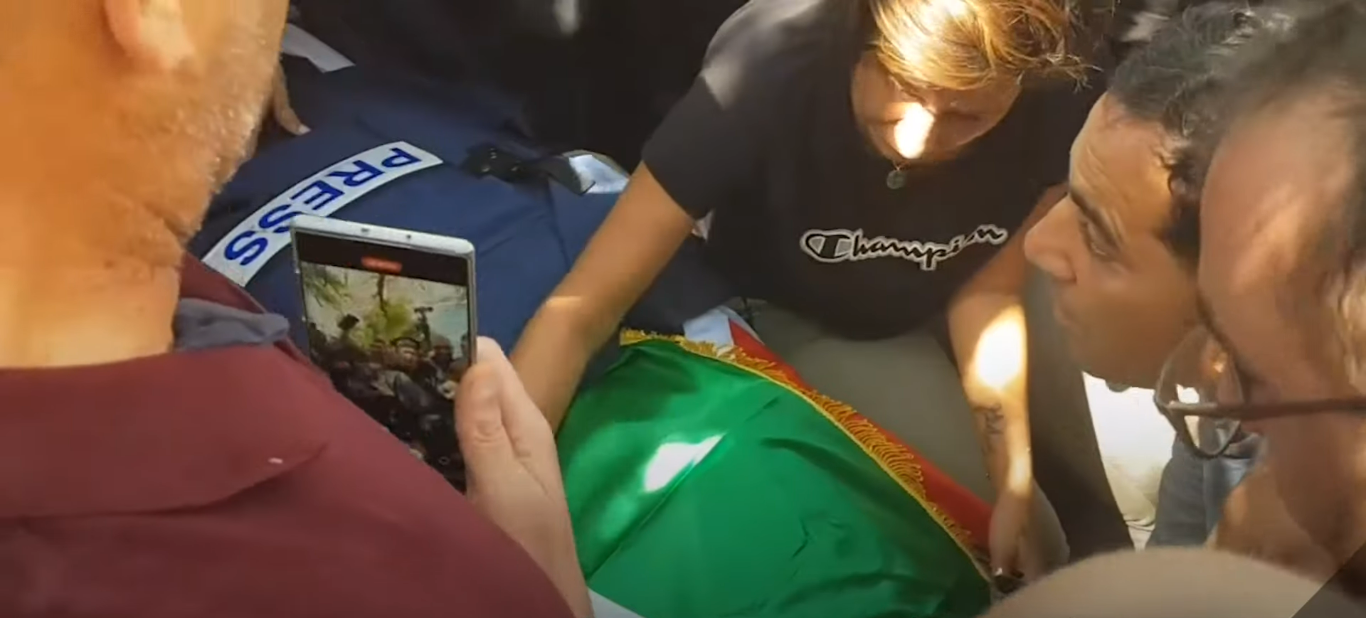
بكاء وحزن زملاء شيرين أبو عاقلة في تشييع جثمانها في جنين.
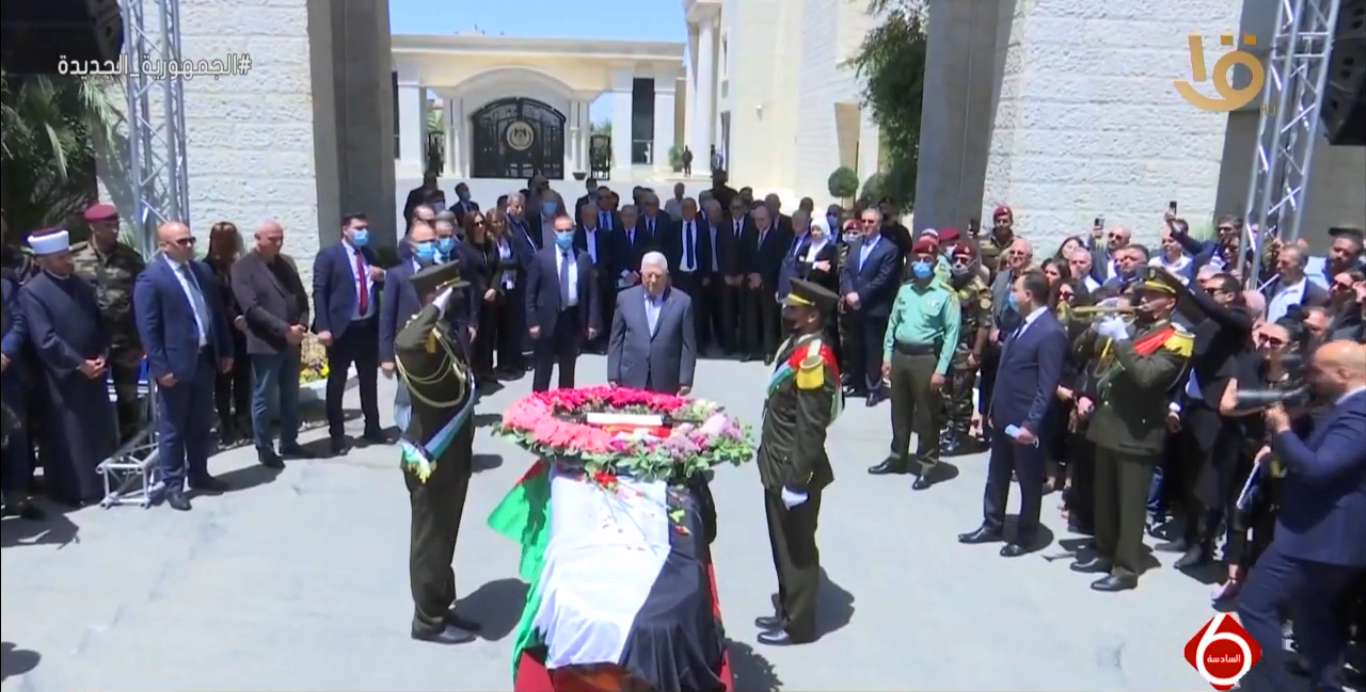
محمود عباس يشهد مراسم جنازة شيرين أبو عاقلة الرسمية.
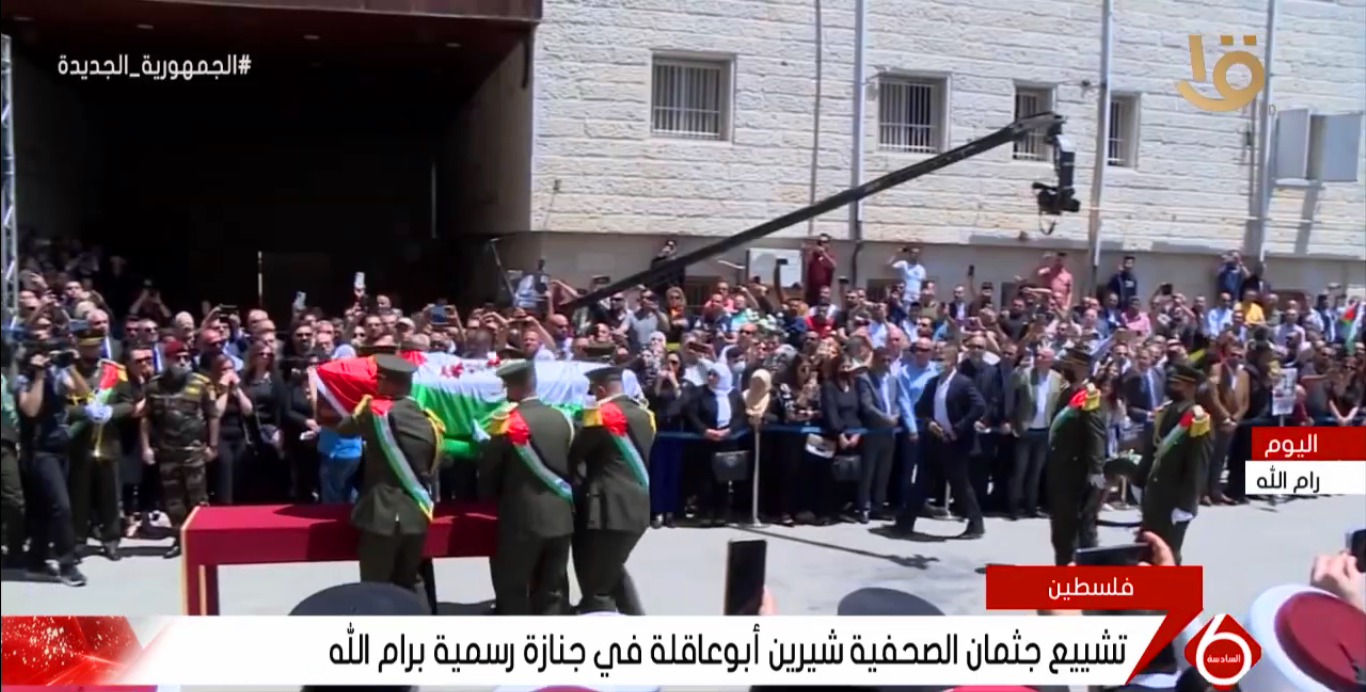
الجنود الفلسطينيون حاملين لنعش شيرين أبو عاقلة ضمن مراسم جنازتها الرسمية في رام الله.
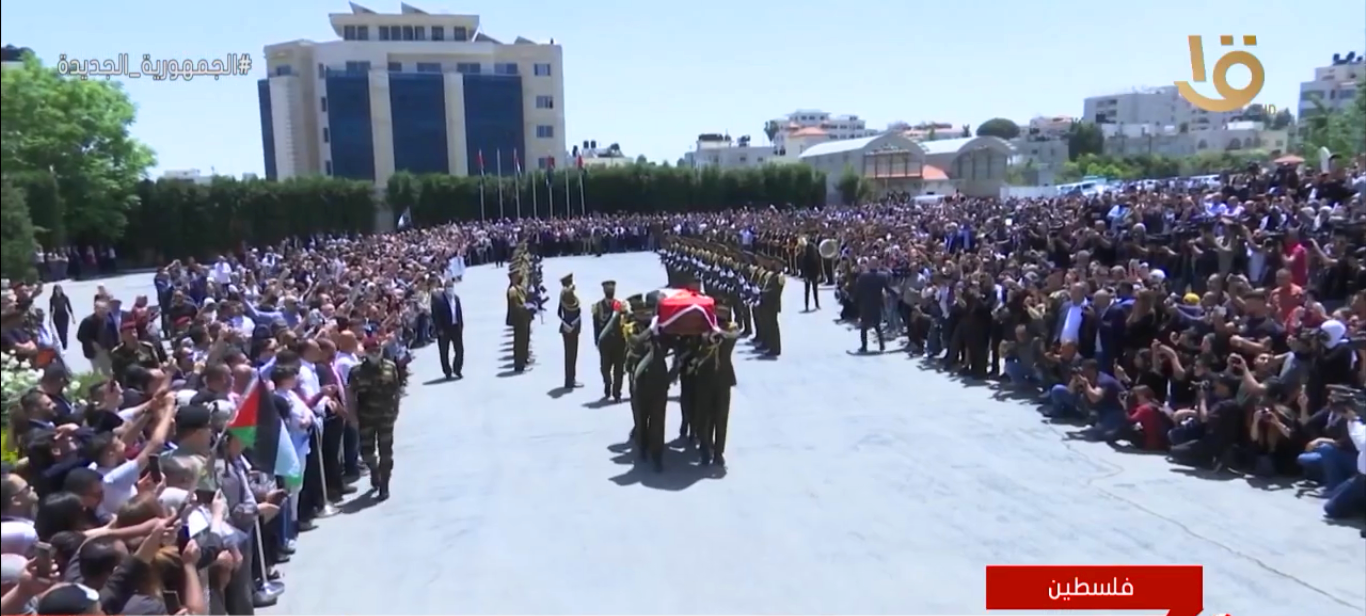
الجنود يحملون نعش شيرين أبو عاقلة في الجنازة الرسمية من مقر الرئاسة الفلسطينية.